# Tætblomstret hindebæger
Tætblomstret hindebæger (limonium vulgare) er en staude i slægten hindebæger, der oftest står i saltholdige omgivelser. Den kan blive op til en halv meter høj, men er oftest meget lavere.
| Biologi | Spire Denne artikel om biologi er en spire som bør udbygges. Du er velkommen til at hjælpe Wikipedia ved at udvide den. |